# 海因里希·贝伦加尔
海因里希·贝伦加尔（德語：Heinrich Berengar，1136/1137年—1150年），是德意志国王康拉德三世和第二任妻子蘇爾茨巴赫的格特魯德的長子。他的名字來源於曾祖父神聖羅馬皇帝亨利四世和外祖父蘇爾茨巴赫伯爵貝倫加爾二世。他被指定爲父親的繼承人但卻先於父親去世。康拉德三世在1152年去世，將德意志王位傳給侄子士瓦本公爵腓特烈三世（即神聖羅馬皇帝腓特烈一世，康拉德三世的次子則成為士瓦本公爵腓特烈四世。

## 婚姻
1139年海因里希·贝伦加尔與匈牙利國王貝拉二世的女兒索菲亞訂婚。索菲亞移居德國以學習德語和宮廷文化。但隨著1141年貝拉二世的去世，德國和匈牙利關係惡化，這段婚姻被取消。當時索菲亞還居住在德國，在與兄長匈牙利國王蓋薩二世多次通信后，她被獲准居住在德國，并成爲修道院的修女。

## 即位與去世
1147年3月13日，德意志国王康拉德三世準備離開德國去參加第二次十字軍東征前，他讓選侯選舉十歲的海因里希·贝伦加尔成爲德意志國王，與自己共治。3月30日，海因里希·贝伦加尔在亞琛行塗油和加冕禮。
1150年末，海因里希·贝伦加尔去世並葬在洛爾希修道院。